# Jörg Petersen
Jörg Petersen (* 1974 in Hamburg) ist ein deutscher Publizist und Schriftsteller.

## Leben und Werk
Bereits während der Schulzeit gab Jörg Petersen einen Cartoon- und Satireband heraus, in dem Werke von Tomi Ungerer, Walter Moers, Marie Marcks, Horst Haitzinger und Erich Rauschenbach versammelt sind.
Nach Abitur und Zivildienst studierte er Bildende Kunst an der Hochschule für bildende Künste Hamburg (u. a. bei Werner Büttner und Franz Winzentsen) sowie Germanistik und Erziehungswissenschaften an der Universität Hamburg. Sein Studium schloss er mit dem Ersten Staatsexamen für das Lehramt an Gymnasien ab. Dem folgte das Referendariat, das er mit dem Zweiten Staatsexamen beendete.
Neben Sachbüchern, Romanen und einer Kurzgeschichtensammlung veröffentlichte er Artikel und Rezensionen in Junge Welt, Medien + Erziehung, Hayat, Space View, COMIC! Jahrbuch, Die Sprechblase, Alfonz, Comic Forum und phantastisch!.

## Werke

### Bücher
- (als Herausgeber) Grüße aus Deutschland. Satiren und Karikaturen gegen rechts. Verlag Die Werkstatt, Göttingen 1994. ISBN 3-923478-95-X
- Die Mobbels. Emmerich Books & Media, Konstanz 2014. ISBN 978-1-4960-7568-0
- Schöpferkraft im Tierkreis. Zwölf astrologische Künstlerskizzen. astronova, Tübingen 2017. ISBN 978-3-937077-91-8
- Drachenring – Die Chroniken von Mutabor. Band 1: Das magische Kind. Nibe Media, Alsdorf 2019. ISBN 978-3-947002-84-9
- Saturn und Uranus. Das kosmische Wechselspiel im Horoskop. Chiron Verlag, Tübingen 2020. ISBN 978-3-89997-274-0
- Der Duft der Zuckerpflanze und andere fiese Geschichten. Emmerich Books & Media, Konstanz 2021. ISBN 979-8-7187-8246-2
- In einer Galaxie – weit, weit entfernt …Realkulturelle Hintergründe des Star-Wars-Phänomens. Emmerich Books & Media, Konstanz 2022. ISBN 979-8365477629

### Theaterstück
- Drei alte Damen (bei Edition Smidt, Pullach am Isartal 2023)

### Künstlerhefte
- 458 Nr. 1 (2002)
- 458 Nr. 2 (2008)

### Animationsfilm
- Der Durst (2002)